# Federico Colbertaldo
Federico Colbertaldo (Valdobbiadene, 1988. október 17.) világbajnoki bronzérmes olasz úszó. A 2008-as fiumei és a 2010-es eindhoveni rövid pályás úszó-Európa-bajnokságon is aranyérmet szerzett 1500 m gyorson.